# Stazione di Sasayamaguchi
La stazione di Sasayamaguchi (篠山口駅?, Sasayamaguchi-eki) è una stazione ferroviaria situata nella città di Sasayama della prefettura di Hyōgo in Giappone sulla linea Fukuchiyama e termine del servizio JR Takarazuka della JR West, che collega la città a Osaka con servizi suburbani frequenti. Escludendo i treni espressi limitati a lunga percorrenza, solitamente per raggiungere Fukuchiyama da Osaka è necessario cambiare treno a Sasayamaguchi. Inoltre, a partire da questa stazione, verso nord, cessa la disponibilità della bigliettazione elettronica ICOCA, utilizzabile solo in direzione Osaka.

## Servizi ferroviari
West Japan Railway Company
■ Linea JR Takarazuka
■ Linea Fukuchiyama

### Linee dismesse
JNR
■ Linea Sasayama (chiusa nel 1974, collegava la stazione col centro di Sasayama)

## Struttura
La stazione è dotata di un marciapiede laterale e uno a isola, con tre binari totali. In media circolano circa 2 treni all'ora per tutto il giorno in direzione Osaka, con rinforzi durante le ore di punta. Verso Fukuchiyama la frequenza è di tipo regionale, e ridotta a 1 treno all'ora. La stazione supporta la bigliettazione elettronica ICOCA (solo in direzione Osaka), è disponibile una biglietteria presenziata e sono presenti tornelli automatici per l'ingresso ai binari.
| 1-3-4 | ■ Linea JR Takarazuka | per Sanda, Takarazuka, Osaka e Kitashinchi |
| 1-3-4 | ■ Linea Fukuchiyama   | per Tanikawa, Fukuchiyama e Toyooka        |

## Stazioni adiacenti
| «                   | Servizio            | »                   |
| Linea JR Takarazuka | Linea JR Takarazuka | Linea JR Takarazuka |
| Linea Fukuchiyama   | Linea Fukuchiyama   | Linea Fukuchiyama   |
| ------------------- | ------------------- | ------------------- |
| Minami-Yashiro      | Tutti i treni       | Tamba-Ōyama         |

- Presso la stazione fermano anche quasi tutti gli espressi limitati Kounotori